# Evangelische Ulrichskirche (Augsburg)

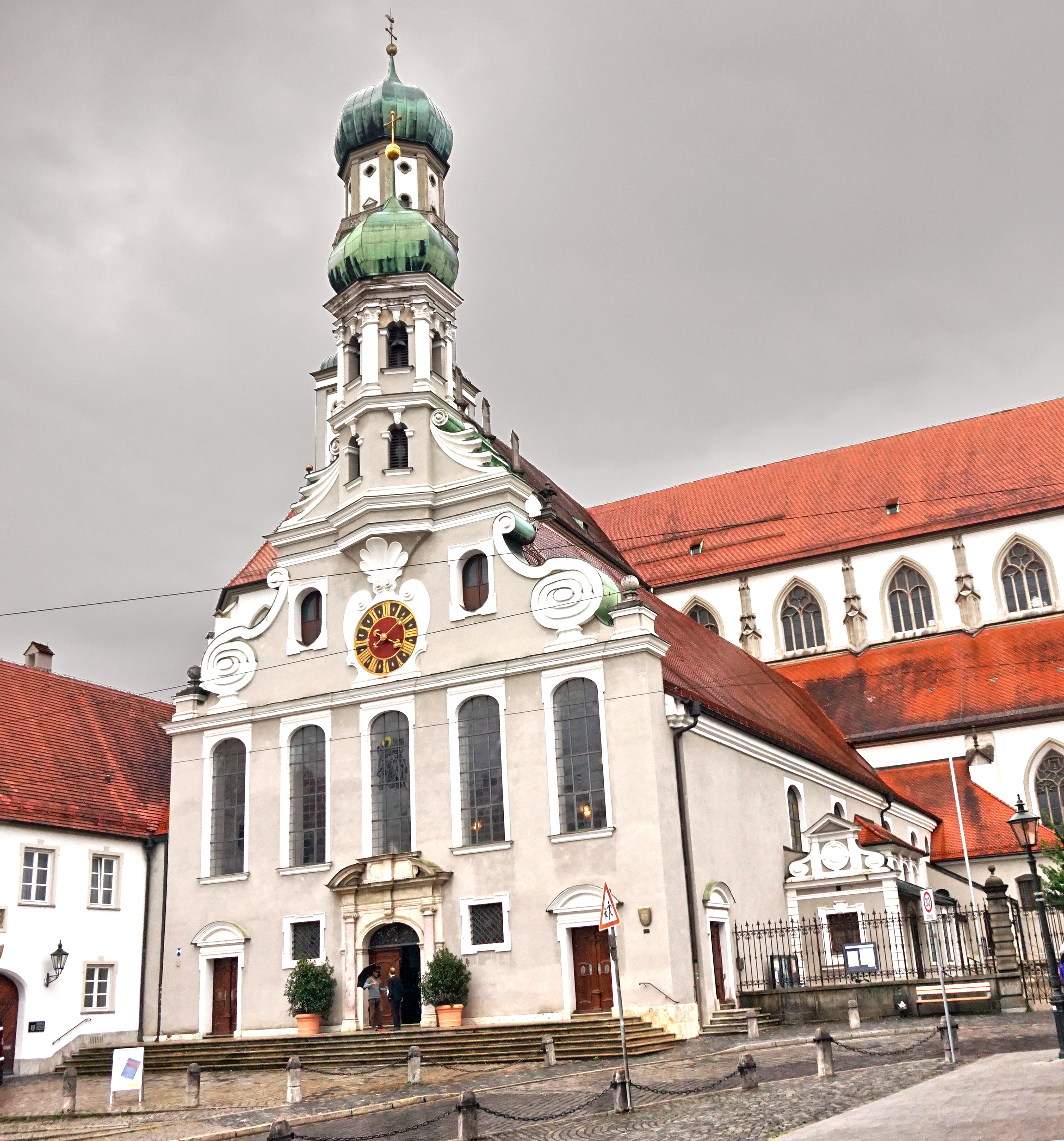
Evangelische St.-Ulrichs-Kirche (dahinter die katholische Basilika St. Ulrich und Afra)

Die evangelische St.-Ulrichs-Kirche ist eine Pfarrkirche in Augsburg, die sich unmittelbar neben der katholischen Basilika St. Ulrich und Afra befindet. Dieses Ensemble der beiden Gotteshäuser, die sehr ungleich groß und im rechten Winkel zueinander stehend eine bauliche Einheit bilden, ist in seiner Art einmalig. Zur Pfarrei der evangelischen St.-Ulrichs-Kirche gehört auch die Heilig-Geist-Kapelle im Heilig-Geist-Spital.

## Geschichte

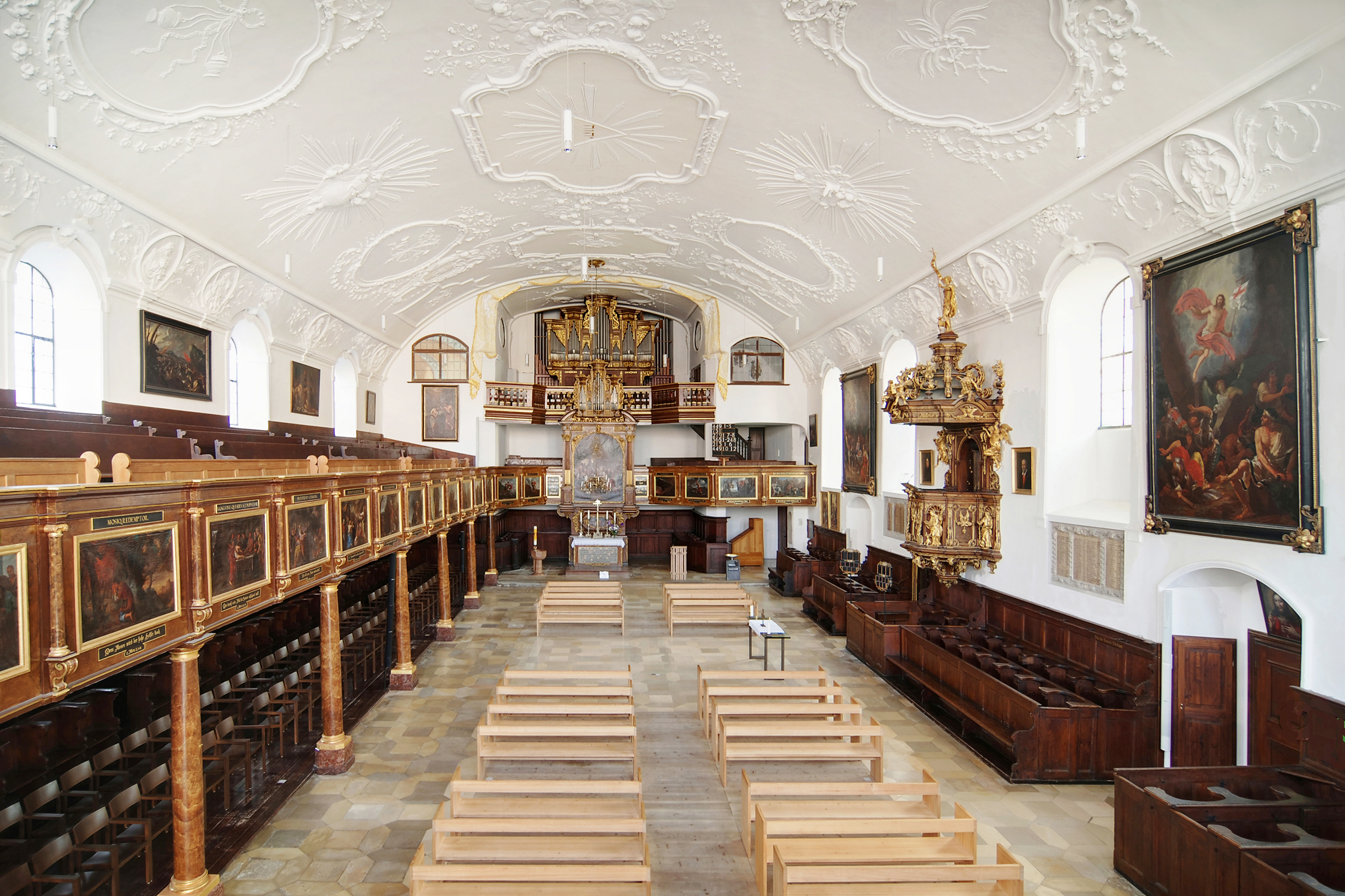
Innenraum

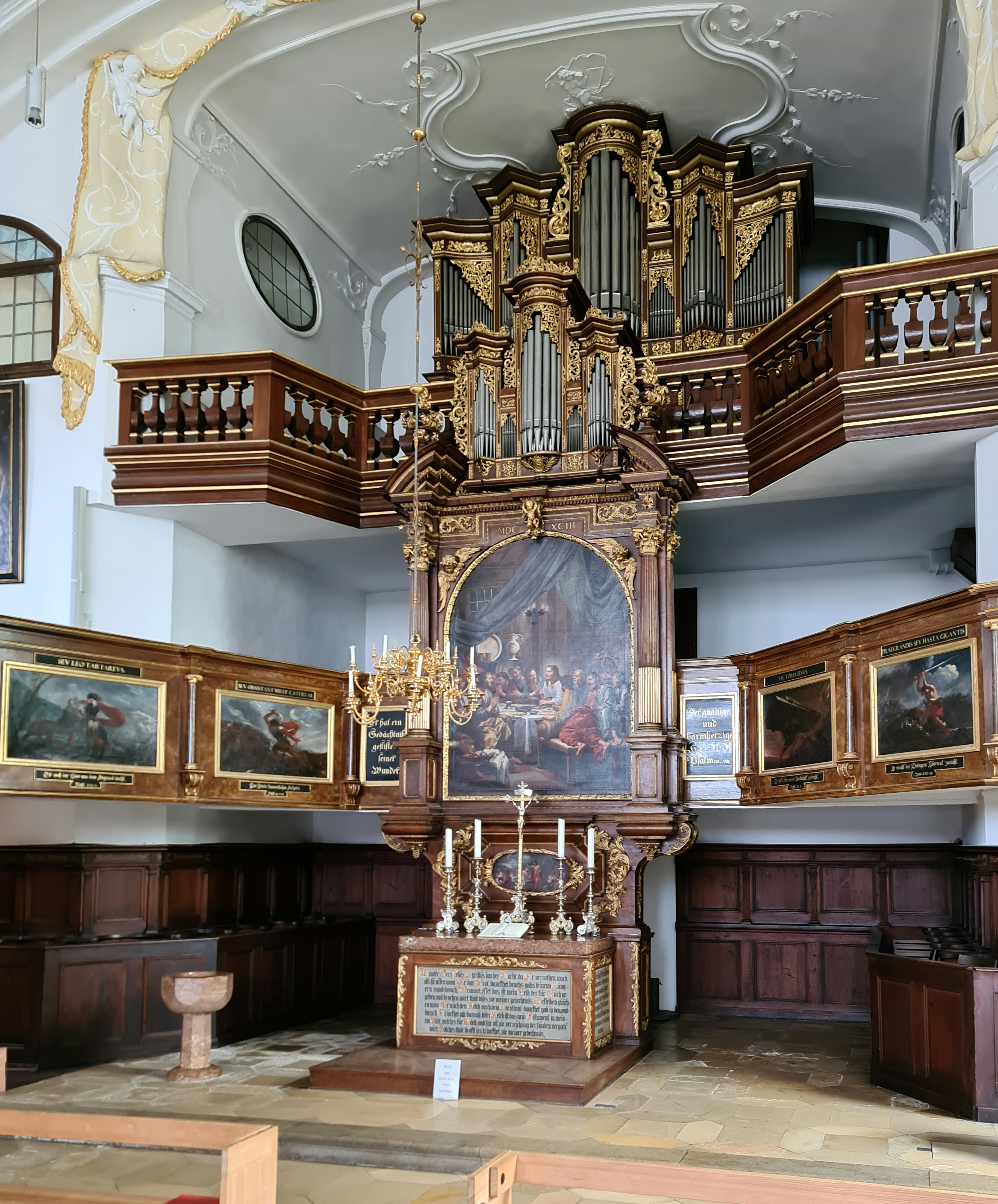
Altar

Entstanden ist die Kirche aus einer Vorhalle, die den Pilgern von St. Ulrich als eine Art Markthalle diente und den Augsburger Bürgern als Grablege. Bereits 1457 erfolgte ein erster Umbau zu einem Predigthaus der Benediktiner für die Gemeinde von St. Ulrich. Um 1500 bekam mit der Neuerrichtung der Basilika auch die Ulrichskirche ihre heutige Form. Möglicherweise wurden schon damals die offenen Arkaden nach Norden hin zugemauert. Im Jahre 1526 wurde das Gotteshaus den Protestanten als Pfarrkirche übertragen. 1537 erfolgte dort ein Bildersturm.
Nach mehrmaligen Besitzerwechseln wurde die Kirche mit dem Westfälischen Frieden endgültig evangelisch. Im 17. und 18. Jahrhundert erfuhr der Bau mehrere Umgestaltungen, dabei wurden auch mehrere Leinwandbilder angeschafft und der Altar erhielt seinen heutigen Altaraufbau. 1709/10 entschloss sich die Gemeinde unter Marx Loeser für einen grundlegenden Umbau der inzwischen renovierungsbedürftigen Kirche, wobei das Gotteshaus in etwa sein heutiges Aussehen erhielt. Als bauliches Vorbild diente die evangelische Heilig-Kreuz-Kirche. Im Innenraum wurde die hölzerne Kassettendecke nun durch ein Tonnengewölbe ersetzt. Die Stuckarbeiten führte der Bildhauer Matthias Lotter nach Entwürfen des Augsburger Goldschmiedes Abraham Drentwett aus.
Im Zweiten Weltkrieg blieb die Kirche größtenteils unversehrt. In der Nachkriegszeit war die Fassade ockergelb gestrichen. Im Zuge einer etappenweisen Sanierung von 2002 bis 2007 erhielt die Kirche jedoch wieder die originalen Farben zurück: Grau mit weißen Einfassungen, harmonisch passend und umgekehrt zur katholische Kirche, die weiße Fassadenflächen mit grau eingefassten Kanten hat.

## Architektur
Die Kirche ist in Nord-Süd-Richtung angelegt. Vom Ulrichsplatz aus führt eine Freitreppe zum Eingang an der Hauptfassade im Norden der Kirche. Die Barockfassade mit Volutengiebel, einem Uhrwerk in der Mitte der Fassade und einem kleinen Zwiebelturm wurde in den Jahren 1709 und 1710 nach dem Vorbild der evangelischen Heilig-Kreuz-Kirche angefügt.

## Ausstattung

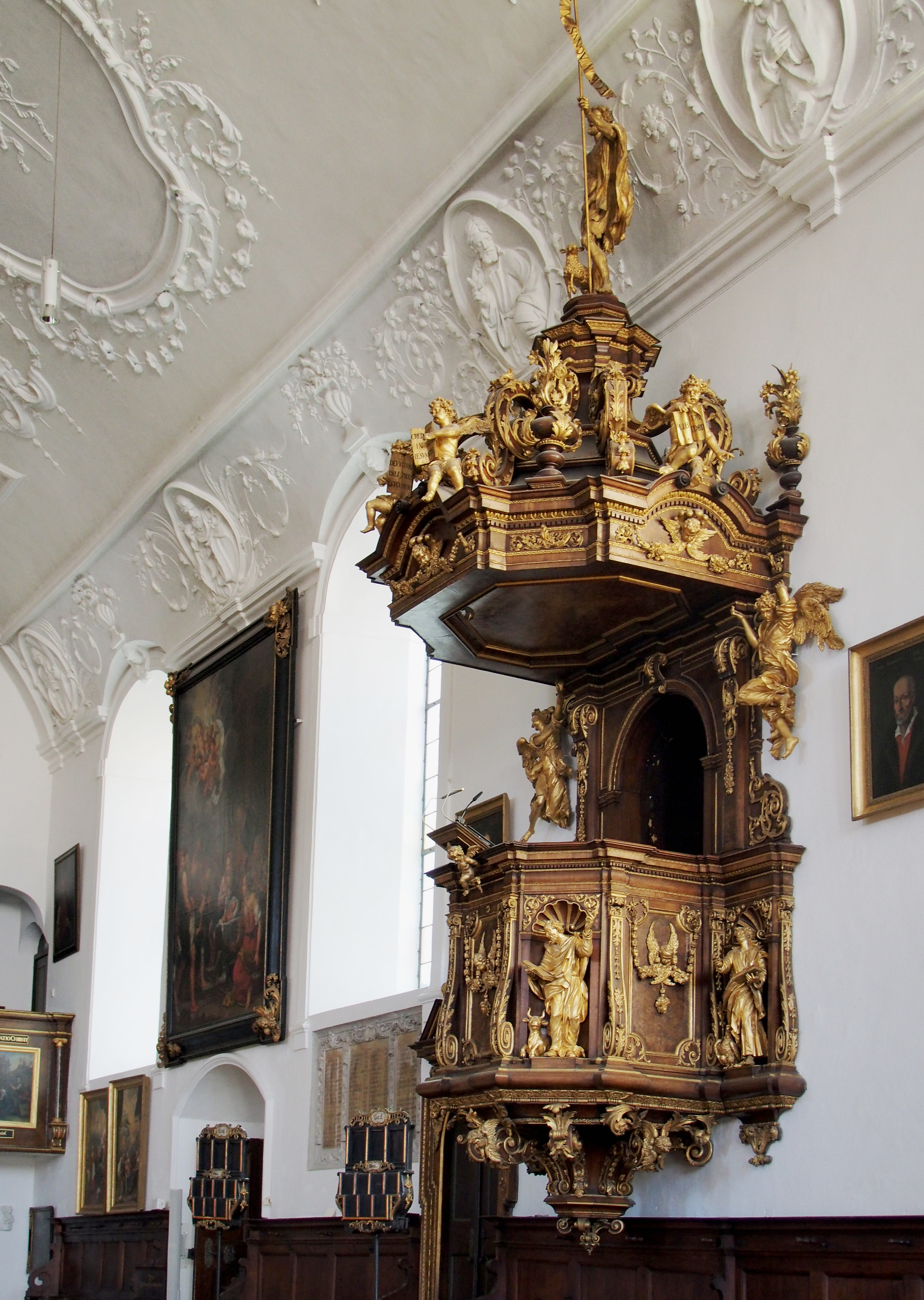
Kanzel

Das Gotteshaus besitzt eine Empore in schwerer Holzarchitektur mit Tafelbildern verschiedener Meister sowie eine auffällige Kanzel an der Westwand. Der Altar an der Südwand, die die gemeinsame Wand zur katholischen Schwesterkirche ist, ist ein lutherischer Sakramentaltar mit einem Abendmahlgemälde des Barockmalers Johann Heiss aus dem Jahr 1693. Ober- und hinterhalb des Altars befindet sich die Orgel.

## Orgeln

### Frühere Orgeln
Im Jahre 1721 begann Christoph Leo eine Orgel für die Ulrichskirche zu bauen. Im ersten Abschnitt entstanden das Hauptwerk und das Pedal. 1732 folgte der Einbau des Rückpositivs, sodass die Orgel insgesamt 24 Register hatte, verteilt auf zwei Manuale und Pedal. 1769 baute der bekannte Orgelbauer Johann Andreas Stein das Instrument um.
1888 baute die Orgelbaufirma G. F. Steinmeyer als Opus 360 ein Instrument für die Ulrichskirche mit 22 Registern, 10 davon waren aus der alten Leo/Stein-Orgel übernommen worden. Im Jahre 1927 baute dieselbe Orgelbaufirma eine komplett neue Orgel. Diese hatte 38 Register auf drei Manualen, das Rückpositiv blieb leer. Dieses füllte der Augsburger Orgelbauer Max Offner jun. 1961 mit sechs Registern.

### Heutige Orgel

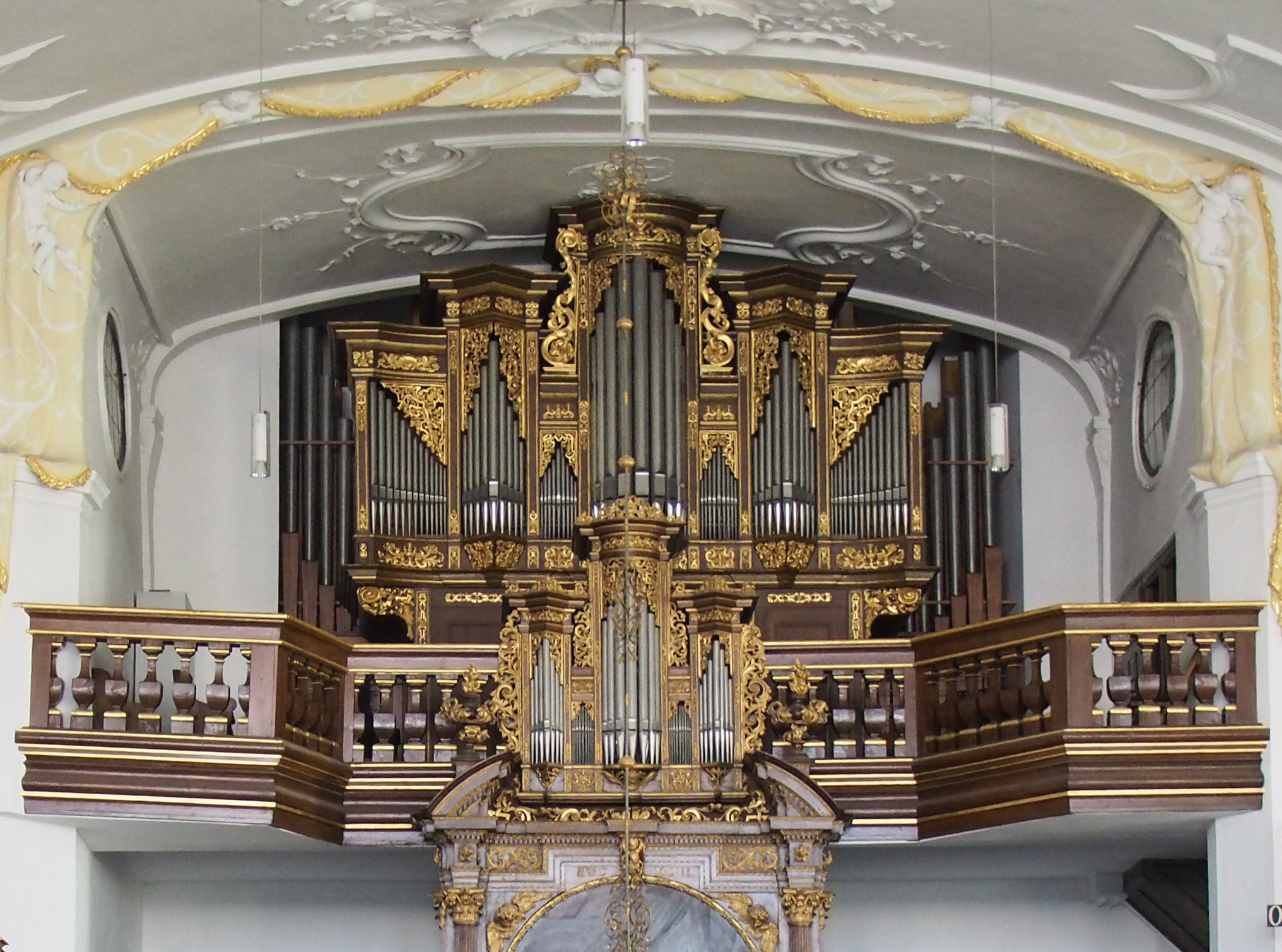
Klais-Orgel (1987)

Aufgrund immer häufiger auftretenden Reparaturen wurde die Orgelbaufirma Klais Orgelbau damit beauftragt, eine neue Orgel für die Ulrichskirche zu bauen. 1987 wurde das neue Instrument mit 48 Registern (davon 23 aus der Vorgängerorgel) in das barocke Gehäuse eingebaut.
| I Rückpositiv C–g3 |        |
| Rohrflöte          | 8'     |
| Praestant          | 4'     |
| Traversflöte       | 4'     |
| Nasard             | 2 ⁄3'  |
| Principal          | 2'     |
| Terz               | 1 3⁄5' |
| Sifflet            | 1'     |
| Cromorne           | 8'     |
| Tremulant          |        |

| II Hauptwerk C–g3 |       |
| Bourdon           | 16'   |
| Principal         | 8'    |
| Bifaria           | 8'    |
| Harmonieflöte     | 8'    |
| Dolce             | 8'    |
| Octave            | 4'    |
| Spitzflöte        | 4'    |
| Quinte            | 2 ⁄3' |
| Superoctave       | 2'    |
| Mixtur IV         | 1 ⁄3' |
| Cymbel III        | 1⁄2'  |
| Cornett V (ab a0) |       |
| Dulcian           | 16'   |
| Trompete          | 8'    |

| III Schwellwerk C–g3 |       |
| Salicional           | 16'   |
| Geigenprincipal      | 8'    |
| Konzertflöte         | 8'    |
| Lieblich Gedeckt     | 8'    |
| Gamba                | 8'    |
| Vox coelestis I-II   | 8'    |
| Principal            | 4'    |
| Fugara               | 4'    |
| Rohrflöte            | 4'    |
| Flaution             | 2'    |
| Larigiot             | 1 ⁄3' |
| Mixtur V             | 2'    |
| Sesquialter I-II     | 2 ⁄3' |
| Basson               | 16'   |
| Hautbois             | 8'    |
| Clairon harmonique   | 4'    |
| Tremulant            |       |

| Pedal C–f1    |       |
| Kontrabass    | 16'   |
| Subbass       | 16'   |
| Octavbass     | 8'    |
| Gedackt       | 8'    |
| Violoncello   | 8'    |
| Tenoroctave   | 4'    |
| Spiellpfeife  | 2'    |
| Hintersatz IV | 2 ⁄3' |
| Posaune       | 16'   |
| Holztrompete  | 8'    |

- Koppeln: I/II, III/I, III/II, I/P, II/P, III/P
- Spielhilfen: Setzeranlage (2007 eingebaut), Tutti

Außerdem befindet sich vorne unter der Empore eine 1972 erbaute Chororgel von Winfried Albiez mit 7 Registern auf zwei Manualen und Pedal.

## Evangelische Theologen an St. Ulrich
- 1925–27 Siegfried Leffler, Vikar[4]